# Microsoft Flight Simulator (2020年)
Microsoft Flight Simulator（マイクロソフト フライトシミュレーター）は、Asobo Studioによって開発されたフライトシミュレーションゲームである。Microsoft Flight Simulatorシリーズのひとつで、Microsoft Flight Simulator Xの後継バージョンである。2020年8月18日にMicrosoft Windows版が発売された。2021年7月27日に、Xbox Series X/S向けにも発売された。
2024年11月には続編として、『Microsoft Flight Simulator 2024』が発売された。

## 概要
開発のテーマとして「地球上の地形をまるごと再現する」ことを掲げ、2ペタバイト（約2,000テラバイト）に上る衛星画像・航空写真、Bing Mapsのデータ、オープンストリートマップのデータなどをAzure AIで処理し、全世界のあらゆる地形、建物、樹木の3Dモデルを自動生成することで、地球上のほとんどの場所をリアルに再現し、200万以上の都市や街、15億の建物、2兆本の樹木、37,000箇所の空港がデフォルトで収録されている。またニューヨークやヴェネツィアなど注目度の高い一部地域の建物は、AIベースではなく航空画像から3Dモデルを生成したフォトグラメトリベースの実写データが用いられている。
自動生成されるデータは随時更新され、飛行中の区域をクラウドからアップデートしながらプレイする仕組みとなっている。そのため、回線速度が最低でも5 Mbps、理想は50 Mbps以上の高速回線が要求される。またオプション画面でPHOTOGRAMMETRYをオンにすることで、写真を元にしたテクスチャーが常時ダウンロードされるようになり更に写実的な風景になる。
飛行モデルエンジンはAsobo独自開発のものが使われている。航空力学、物理学、気象システムに基づき、あらゆるものが現実的でリアルに再現されている。またリアルタイムの気象データを使い、現実で雨が降っている場所で、ゲーム内の同じ場所でも雨を降らせることができる。また気象の状況によっては、航空機の性能に影響を与えることもある。雲は標高の異なる様々な層に形成され、時間経過と共に形成、移動、消失したりする。また雲には体積概念が割り当てられ、雲が作り出す影は地表だけでなく、例えば上の雲が下の雲に影を落とすリアルな表現も可能である。またマップ上には自動車や動物が移動し、海などの水は風向きに基づいてリアルに波打ち、樹木には葉っぱ、草には個々の葉をもち、現実だと錯覚するような世界が再現されている。光の表現に関しても、太陽の位置に応じて空や風景の色味をレンダリングする光散乱シミュレーションが実装されている。地表の夜景は個数無制限の動的光源でライティングされており、リアルな夜景が再現されている。なお破壊表現はカットされており、墜落しても画面がブラックアウトして終了する。他機への衝突判定もカットされており、貫通するようになっている。
一方で地表に障害物がなければ、どこでも離着陸できるようなゲームデザインとなっている。例えばランディングギアが故障した場合を想定して、胴体着陸や水上着水させてもクラッシュ判定にならないように設計されている。プロペラ機で広大な草原に着陸することも可能である。
リリース当初は日本語に対応していなかったが、2021年4月15日のアップデートで日本語対応した。

## ゲームモード
ディスカバリーフライト
有名な観光地を遊覧飛行するモード。
ワールドマップ
ワールドマップは、フリーフライトや、フライトプランを生成してフライトできる基本モードである。初期画面で広大な地球儀が表示され、そこから無数にある空港を選ぶ事ができる。出発地と到着地を選択して自動でフライトプランを生成する機能があり、ここから生成すると、航空機のシステムにもフライトプランが自動で入力され、飛行を開始できる。マルチプレイヤーもこのモードで利用可能であり、機能をオンにすると、マップ上に他プレイヤーの機体が表示される。またPC版、Xbox版、Microsoftストア版、steam版すべてのプラットフォームが同じサーバーでマルチのクロスプレイにも対応している。
飛行訓練
操縦の基本を学べるトレーニングモード。
アクティビティ
難易度の高い飛行チャレンジで得点を競うモード。

## シミュレーション機能
様々なシミュレーション、機能が実装されており、主に以下のようなものがある。
フライトプラン作成
GPS、VOR-VOR、IFR低高度、IFR高高度から生成し、巡航高度やウェイポイントなどを手動で編集する事ができる。航空機のコックピットから入力する事も可能。
ATC
GND、ATIS、IFRクリアランスなどが使用可能。
CHECKLIST
航空機毎に用意されたチェックリストがあり、スイッチの場所が分からない場合はハイライト表示する事ができる。自動でチェックリストを進行させる機能もある。
AI CONTROL
AI（人工知能）が操作をアシストする機能。チェックリスト進行、ATCでのやり取り、航空機の操縦、これら3つが対応している。
FUEL
燃料とペイロードを調節する機能。シミュレーション中でもスライダーを動かし、動的に変更する事ができる。航空機の航続距離、重量、重心などが変化する。
NAVLOG
TRAVEL TO
WEATHER
日付や時間、天候、風速、風向き、突風などをコントロールするオプション。シミュレーション中でも実行でき、スライダを動かす事でリアルタイムで反映させる事ができる。
CAMERA
視点を操作するオプション。プリセットで予め用意されたアングルに加え、プレイヤー自身が視点を操作する事ができる。カメラドローン機能には、焦点距離や被写界深度などをコントロールするオプションがある。

## エディション
スタンダードエディションとデラックス・エディションとプレミアムデラックスエディションの3つのエディションがある。それぞれ収録されている機体と、AI生成ではなく手作りで精密に再現された空港の収録数が異なる。
発売時点での価格は、スタンダードが59.99ドル（7,450円）、デラックスが89.99ドル（10,700円）、プレミアムが119.99ドル（13,100円）となっている。
EU版のみ限定で、2層インストーラーディスク10枚と印刷された説明書が付属したパッケージ版も販売され、プレミアムデラックスエディションにはアートブックも付属している。90 GB分の標準解像度のシーナリーと航空機が収録されているが、パッチアップデートや高品質なシーナリーを利用するには、インターネット接続が必要となる。
その他の国ではダウンロード販売となる。
また、アプリ内にはマーケットプレイスも実装されており、追加の機体や空港、ランドマーク、シーナリーなどのDLCを追加購入する事もできる。特定のフォルダを探してファイルを入れ込むなど煩雑な操作を要求される従来のものとは異なり、アプリ内で購入とインストールをシームレスに完結させられるため、アドオン追加が簡単にできるようになっている。
デラックスやプレミアムデラックスエディションへのアップグレードも可能である。
PC版ではMicrosoftストアとsteamで販売されているが、ゲーム内容は同じである。ただしsteam版に関しては、Xbox Play Anywhere（PCかXboxどちらかのプラットフォームで購入すれば、もう一方のプラットフォームでも使えるサービス）が利用できない。

### 航空機
| 航空機                                | メーカー                                     | Standard | Deluxe | Premium Deluxe |
| ------------------------------------- | -------------------------------------------- | -------- | ------ | -------------- |
| A320neo                               | エアバス                                     | Yes      | Yes    | Yes            |
| ピッツ・スペシャル S2S                | アヴィエット                                 | Yes      | Yes    | Yes            |
| ボーイング747-8                       | ボーイング                                   | Yes      | Yes    | Yes            |
| XCub                                  | Cub Crafters                                 | Yes      | Yes    | Yes            |
| SOCATA TBM 930                        | Daher-SOCATA                                 | Yes      | Yes    | Yes            |
| DA40 NG                               | ダイヤモンド・エアクラフト・インダストリーズ | Yes      | Yes    | Yes            |
| DA62                                  | ダイヤモンド・エアクラフト・インダストリーズ | Yes      | Yes    | Yes            |
| 330LT                                 | エクストラ                                   | Yes      | Yes    | Yes            |
| CTLS                                  | Flight Design                                | Yes      | Yes    | Yes            |
| ICON A5                               | ICON Aircraft                                | Yes      | Yes    | Yes            |
| VL-3                                  | JMB Aircraft                                 | Yes      | Yes    | Yes            |
| CAP 10                                | ロバン                                       | Yes      | Yes    | Yes            |
| DR400 Cadet                           | ロバン                                       | Yes      | Yes    | Yes            |
| Beechcraft Bonanza G36                | Textron Aviation                             | Yes      | Yes    | Yes            |
| Beechcraft King Air 350i              | Textron Aviation                             | Yes      | Yes    | Yes            |
| セスナ152                             | Textron Aviation                             | Yes      | Yes    | Yes            |
| Cessna 172 Skyhawk (G1000)            | Textron Aviation                             | Yes      | Yes    | Yes            |
| Cessna 208B Grand Caravan             | Textron Aviation                             | Yes      | Yes    | Yes            |
| Cessna Citation CJ4                   | Textron Aviation                             | Yes      | Yes    | Yes            |
| Savage Cub                            | Zlin Aircraft                                | Yes      | Yes    | Yes            |
| DA40-TDI                              | Diamond Aircraft                             | No       | Yes    | Yes            |
| DV20                                  | Diamond Aircraft                             | No       | Yes    | Yes            |
| Beechcraft Baron G58                  | Textron Aviation                             | No       | Yes    | Yes            |
| Cessna 152 Aerobat                    | Textron Aviation                             | No       | Yes    | Yes            |
| Cessna 172 Skyhawk                    | Textron Aviation                             | No       | Yes    | Yes            |
| ボーイング787-10 ドリームライナー     | ボーイング                                   | No       | No     | Yes            |
| SR22                                  | シーラス・エアクラフト                       | No       | No     | Yes            |
| Virus SW 121                          | ピストレル                                   | No       | No     | Yes            |
| セスナ サイテーション・ロンジチュード | Textron Aviation                             | No       | No     | Yes            |
| Shock Ultra                           | Zlin Aircraft                                | No       | No     | Yes            |
| 合計                                  | 合計                                         | 20       | 25     | 30             |

### 空港
世界中の約37,000箇所の空港は、航空画像に基づき生成されているが、次のエディションには、航空画像ではなく手作りで精密に再現された空港が収録されている。世界的に有名で注目度の高い空港や、世界で最も危険な空港などがピックアップされている。
| 空港                                                       | ICAO | Standard | Deluxe | Premium Deluxe |
| ---------------------------------------------------------- | ---- | -------- | ------ | -------------- |
| アスペン・ピットキン郡空港（米国）                         | KASE | Yes      | Yes    | Yes            |
| ブガラガ飛行場（インドネシア）                             | WX53 | Yes      | Yes    | Yes            |
| チャグアル空港（ペルー）                                   | SPGL | Yes      | Yes    | Yes            |
| クールシュヴェル飛行場（フランス）                         | LFLJ | Yes      | Yes    | Yes            |
| ドニゴール空港（アイルランド）                             | EIDL | Yes      | Yes    | Yes            |
| エンテベ国際空港（ウガンダ）                               | HUEN | Yes      | Yes    | Yes            |
| マデイラ空港（ポルトガル）                                 | LPMA | Yes      | Yes    | Yes            |
| ジブラルタル国際空港（イギリス）                           | LXGB | Yes      | Yes    | Yes            |
| インスブルック空港（オーストリア）                         | LOWI | Yes      | Yes    | Yes            |
| ロサンゼルス国際空港（米国）                               | KLAX | Yes      | Yes    | Yes            |
| テンジン・ヒラリー空港（ネパール）                         | VNLK | Yes      | Yes    | Yes            |
| ナンワレク空港（米国）                                     | KEB  | Yes      | Yes    | Yes            |
| ジョン・F・ケネディ国際空港（米国）                        | KJFK | Yes      | Yes    | Yes            |
| オーランド国際空港（米国）                                 | KMCO | Yes      | Yes    | Yes            |
| パリ＝シャルル・ド・ゴール空港（フランス）                 | LFPG | Yes      | Yes    | Yes            |
| パロ空港（ブータン）                                       | VQPR | Yes      | Yes    | Yes            |
| クイーンズタウン空港（ニュージーランド）                   | NZQN | Yes      | Yes    | Yes            |
| マリスカル・スクレ国際空港（エクアドル）                   | SEQM | Yes      | Yes    | Yes            |
| アントニオ・カルロス・ジョビン国際空港（ブラジル）         | SBGL | Yes      | Yes    | Yes            |
| ファンチョ・E・ヨラウスクィン飛行場（オランダサバ）        | TNCS | Yes      | Yes    | Yes            |
| グスタフ3世飛行場（フランス）                              | TFFJ | Yes      | Yes    | Yes            |
| シアトル・タコマ国際空港（米国）                           | KSEA | Yes      | Yes    | Yes            |
| セドナ空港（米国）                                         | KSEZ | Yes      | Yes    | Yes            |
| シレーナ飛行場（コスタリカ）                               | MRSN | Yes      | Yes    | Yes            |
| スチュワート飛行場（カナダ）                               | CZST | Yes      | Yes    | Yes            |
| シドニー国際空港（オーストラリア）                         | YSSY | Yes      | Yes    | Yes            |
| テルライド・リージョナル空港（米国）                       | KTEX | Yes      | Yes    | Yes            |
| 東京国際空港（羽田空港）（日本）                           | RJTT | Yes      | Yes    | Yes            |
| トンコンティン国際空港（ホンジュラス共和国）               | MHTG | Yes      | Yes    | Yes            |
| ビリー・ビショップ・トロント・シティー空港（カナダ）       | CYTZ | Yes      | Yes    | Yes            |
| アムステルダム・スキポール空港（オランダ）                 | EHAM | No       | Yes    | Yes            |
| カイロ国際空港（エジプト）                                 | HECA | No       | Yes    | Yes            |
| ケープタウン国際空港（南アフリカ）                         | FACT | No       | Yes    | Yes            |
| シカゴ・オヘア国際空港（米国）                             | KORD | No       | Yes    | Yes            |
| アドルフォ・スアレス・マドリード＝バラハス空港（スペイン） | LEMD | No       | Yes    | Yes            |
| デンバー国際空港（米国）                                   | KDEN | No       | No     | Yes            |
| ドバイ国際空港（アラブ首長国連邦）                         | OMDB | No       | No     | Yes            |
| フランクフルト空港（ドイツ）                               | EDDF | No       | No     | Yes            |
| ロンドン・ヒースロー空港（イギリス）                       | EGLL | No       | No     | Yes            |
| サンフランシスコ国際空港（米国）                           | KSFO | No       | No     | Yes            |
| 合計                                                       | 合計 | 30       | 35     | 40             |

### ダウンロードコンテンツ
マイクロソフトまたはAsobo Studioからリリースされたバンドル などのDLC。デフォルトのシーナリーには含まれておらず、バンドルをインストールする必要がある。World Updateバンドルは、全て無料で提供されている。
空港・シーナリーのバンドル
| 空港                             | ICAO | 国   | バンドル                                       |
| -------------------------------- | ---- | ---- | ---------------------------------------------- |
| 八丈島空港                       | RJTH | JP   | World Update 1: Japan                          |
| 慶良間空港                       | ROKR | JP   | World Update 1: Japan                          |
| 釧路空港                         | RJCK | JP   | World Update 1: Japan                          |
| 長崎空港                         | RJFU | JP   | World Update 1: Japan                          |
| 下地島空港                       | RORS | JP   | World Update 1: Japan                          |
| 諏訪之瀬島飛行場                 | -    | JP   | World Update 1: Japan                          |
| アトランタ国際空港               | KATL | US   | World Update 2: USA                            |
| ダラス・フォートワース国際空港   | KDFW | US   | World Update 2: USA                            |
| スチュワート国際空港             | KSWF | US   | World Update 2: USA                            |
| フライデーハーバー空港           | KFHR | US   | World Update 2: USA                            |
| バラ空港                         | EGPR | UK   | World Update 3: UK & Ireland                   |
| リバプール・ジョン・レノン空港   | EGGP | UK   | World Update 3: UK & Ireland                   |
| ランズエンド空港                 | EGHC | UK   | World Update 3: UK & Ireland                   |
| マンチェスター-バートン空港      | EGCB | UK   | World Update 3: UK & Ireland                   |
| アウト・スケリーズ飛行場         | -    | UK   | World Update 3: UK & Ireland                   |
| ムジェーヴ空港                   | LFHM | FR   | World Update 4: France & Benelux               |
| コート・ダジュール空港           | LFMN | FR   | World Update 4: France & Benelux               |
| ロッテルダム空港                 | EHRD | NL   | World Update 4: France & Benelux               |
| ボーンホルム空港                 | EKRN | DK   | World Update 5: Nordics                        |
| サンスキー空港                   | BISS | IS   | World Update 5: Nordics                        |
| スヴァールバル空港               | ENSB | NO   | World Update 5: Nordics                        |
| ストックホルム・アーランダ空港   | ESSA | SE   | World Update 5: Nordics                        |
| ヴァーサ空港                     | EFVA | FI   | World Update 5: Nordics                        |
| リューベック空港                 | EDHL | DE   | World Update 6 – Germany, Austria, Switzerland |
| シュトゥットガルト空港           | EDDS | DE   | World Update 6 – Germany, Austria, Switzerland |
| クラーゲンフルト空港             | LOWK | AT   | World Update 6 – Germany, Austria, Switzerland |
| ザンクトガレンアルテンライン空港 | LSZR | CH   | World Update 6 – Germany, Austria, Switzerland |
| 合計                             | 合計 | 合計 | 6                                              |

機体・その他
| 航空機                                  | メーカー             | 有料/無料 |
| --------------------------------------- | -------------------- | --------- |
| Orbis Flying Eye Hospital (MD-10ベース) | マクドネル・ダグラス | 無料      |
| A-1C                                    | Aviat Husky          | 有料      |
| Solo 103                                | Top Rudder Aircraft  | 有料      |
| Ju 52                                   | ユンカース           | 有料      |
| VoloCity                                | ボロコプター         | 無料      |

2022年公開予定の映画「トップガン マーヴェリック」のコラボレーションによる無料拡張コンテンツが2022年5月27日にリリース予定。当初は2021年秋に公開予定だったが、映画公開が延期された事を受け、拡張コンテンツの配信も延期となった。

## アップデート
| 2020 | World Update 1: Japan                          |
| 2020 | World Update 2: USA                            |
| 2020 | Sim Update 2                                   |
| 2021 | Let It Snow                                    |
| 2021 | World Update 3: UK & Ireland                   |
| 2021 | Sim Update 3                                   |
| 2021 | World Update 4: France & Benelux               |
| 2021 | Sim Update 4                                   |
| 2021 | World Update 5: Nordics Europe                 |
| 2021 | Sim Update 5                                   |
| 2021 | World Update 6: Germany, Austria & Switzerland |
| 2021 | Sim Update 6                                   |

- 2020年9月30日「World Update 1: Japan」(DLC) - 日本のシーナリーをアップデート。日本全域の地形、標高データを高解像度のものに更新。仙台・高松・徳島・東京・宇都宮・横浜の解像度が向上し、ハンドメイドで作成された6つの地方空港（八丈島空港，慶良間空港，釧路空港，長崎空港，下地島空港，諏訪之瀬島空港）が追加された。さらに一部のランドマークも追加された[18]。
- 2020年11月25日「World Update 2: USA」(DLC) - アメリカ合衆国中部や北西部でのフォトグラメトリに対応。4種類の空港や50以上のスポットがハンドクラフトモデルに置き換えられた[19]。
- 2020年12月22日「Sim Update 2」 - バーチャル・リアリティヘッドセット（VR）に対応[20]。
- 2021年1月6日「Let It Snow」 - 氷雪気候のリアルタイム表現に対応[21]。
- 2021年2月16日「World Update 3: UK & Ireland」(DLC) - イギリスとアイルランドのシーナリーを改良。主要なランドマークと、いくつかのハンドメイド空港が追加された[22]。
- 2021年3月9日「Sim Update 3」[23]
- 2021年4月15日「Ver.1.15.7.0」 - 日本語とオランダ語に対応。
  - 2021年4月15日「World Update 4: France & Benelux」(DLC) - フランスとベネルクス（ベルギー、オランダ、ルクセンブルグ）のシーナリーをアップデート。標高データを高解像度のものに更新。3箇所の空港をハンドメイドのものに改良。パリのエッフェル塔や、風車が回転するオランダの田園風景などを再現している[24]。
- 2021年5月25日「Sim Update 4」 - 最適化を施し、ゲーム本体のダウンロードサイズが大幅に減少[25]。
- 2021年6月18日「World Update 5: Nordics Europe」(DLC) - デンマーク、フィンランド、アイスランド、ノルウェー、スウェーデンのシーナリーを改良[26]。
- 2021年7月27日「Sim Update 5」
- 2021年9月7日 「World Update 6: Germany, Austria & Switzerland」(DLC) - ドイツ、オーストリア、スイスのシーナリーを改良し、一部の空港がハンドメイドに置き換わる[27][28]。
- 2021年10月19日「Sim Update 6」

## 要求スペック
本作は、Windows 10以降のOSに対応している。必要構成は、CPUはAMD Ryzen 3 1200またはIntel Core i5-4460、グラフィックカードはRadeon RX 570またはGeForce GTX 770以降が必要となる。システムメモリは最低でも8 GBのRAMが要求される。インストール先の容量はデフォルトで150 GB必要となり、アドオンなどを追加する場合はそれに応じてさらなる容量が要求される。
優れた画質とパフォーマンスで実行するには、16 GBまたは32 GB以上のシステムメモリ、Radeon RX 590またはGeForce GTX 970以降のグラフィックカードが必要となる。また最低5 Mbps以上を安定して出せる回線が必要となる。
| パーツ   | 最低スペック                     | 推奨スペック                      | 理想スペック                           | VR推奨スペック                 |
| -------- | -------------------------------- | --------------------------------- | -------------------------------------- | ------------------------------ |
| OS       | Windows 10 バージョン 1909以降   | Windows 10 バージョン 1909以降    | Windows 10 バージョン 1909以降         | Windows 10 バージョン 1909以降 |
| CPU      | AMD Ryzen 3 1200 / Intel i5-4460 | AMD Ryzen 5 1500X / Intel i5-8400 | AMD Ryzen 7 Pro 2700X / Intel i7-9800X | Intel i9-9900Kと同等以上       |
| GPU      | Radeon RX 570 / NVIDIA GTX 770   | Radeon RX 590 / NVIDIA GTX 970    | Radeon VII / NVIDIA RTX 2080           | NVIDIA RTX 2080 Tiと同等以上   |
| VRAM     | 2 GB                             | 4 GB                              | 8 GB                                   | 11 GB                          |
| RAM      | 8 GB                             | 16 GB                             | 32 GB                                  | 32 GB                          |
| ROM      | 150 GB HDD                       | 150 GB HDD                        | 150 GB SSD                             | 150 GB SSD                     |
| 回線速度 | 5 Mbps                           | 20 Mbps                           | 50 Mbps                                | 50 Mbps                        |